# União das Freguesias de Lagos (São Sebastião e Santa Maria)
União das Freguesias de Lagos (São Sebastião e Santa Maria), inzwischen meist Freguesia de São Gonçalo de Lagos oder auch Freguesias de Lagos, ist eine Gemeinde (Freguesia) im Kreis (Concelho) von Lagos an der Algarve.
In der Gemeinde leben 22.095 Einwohner auf einer Fläche von 29,15 km² (Stand nach Zahlen von 2011).
Die Gemeinde stellt die eigentliche Innenstadtgemeinde der Stadt Lagos dar. Nach dem Patron der Gemeinde, dem 1798 seliggesprochenen Gonçalo de Lagos (1360–1422) wird die 2013 neu geformte Gemeinde häufig São Gonçalo de Lagos genannt.
Sie entstand im Zuge der Gebietsreform in Portugal am 29. September 2013 durch Zusammenlegung der Gemeinden São Sebastião und Santa Maria. São Sebastião wurde Sitz der Gemeinde.